# Богданов Іван Анфімович
Іван Анфімович Богданов (нар. 24 жовтня 1891, село Пшеничне Балахнінського повіту Нижньогородської губернії, тепер Нижньогородської області, Російська Федерація — 19 листопада 1966, місто Москва, Російська Федерація) — радянський діяч, голова Севастопольської міської ради, заступник голови Ради народних комісарів Кримської АРСР, народний комісар робітничо-селянської інспекції Казакської АРСР і Азербайджанської РСР, член ВЦВК і ЦВК СРСР. Член Центральної контрольної комісії ВКП(б) у 1927—1934 роках. Член Комісії радянського контролю при РНК СРСР у 1934—1939 роках.

## Життєпис
Народився в бідній селянській родині. З січня 1904 по грудень 1909 року — тесля-столяр на будівництві суден Городецького затону Балахнінського повіту Нижньогородської губернії. З січня 1910 по серпень 1916 року — тесля-столяр Сормовського суднобудівного заводу Нижньогородської губернії.
Член РСДРП(б) з вересня 1914 року.
У вересні 1916 року заарештований за революційну діяльність, перебував у Самарській в'язниці, засуджений до адміністративного заслання в Іркутську губернію. У березні 1917 року амністований.
У березні — жовтні 1917 року — член Нижньогородської губернської примирювальної камери, член президії Нижньогородської губернської ради профспілок у Сормово.
З жовтня 1917 року — член Нижньогородського губернського військово-революційного комітету.
6 квітня — липень 1918 року — голова виконавчого комітету Городецької волосної ради Нижньогородської губернії.
У серпні 1918 — травні 1921 року — заступник комісара 11-ї стрілецької дивізії РСЧА, заступник комісара санітарної частини Приволзького військового оругу, заступник комісара санітарної частини Західно-Сибірського військового оругу.
У червні — листопаді 1921 року — голова виконавчого комітету Сормовської повітової ради Нижньогородської губернії.
У листопаді 1921 — грудні 1922 року — заступник голови виконавчого комітету Нижньогородської губернської ради.
У січні 1923 — листопаді 1924 року — заступник голови, голова Севастопольської міської ради.
У листопаді 1924 — листопаді 1925 року — заступник голови Ради народних комісарів Кримської АРСР.
У листопаді 1925 — грудні 1927 року — слухач курсів марксизму-ленінізму при Комуністичній академії в Москві.
З грудня 1927 року — на відповідальній роботі в Семипалатинській губернії Казакської АРСР.
У лютому 1928 — січні 1931 року — голова Казакської крайової контрольної комісії ВКП(б) — народний комісар робітничо-селянської інспекції Казакської АРСР.
У січні 1931 — листопаді 1933 року — голова Центральної контрольної комісії КП(б) Азербайджану — народний комісар робітничо-селянської інспекції Азербайджанської РСР.
У листопаді 1933 — лютому 1934 року — т.в.о. із загального керівництва групами Центральної контрольної комісії ВКП(б) із торгівлі та робітничого постачання, харчової помисловості та інспекції.
У лютому 1934 — серпні 1936 року — член, заступник керівника групи по лісовій та паперовій промисловості Комісії радянського контролю при РНК СРСР.
У вересні 1936 — квітні 1938 року — уповноважений Комісії радянського контролю при РНК СРСР по Азово-Чорноморському краю в Ростові-на-Дону.
У квітні 1938 — травні 1939 року — заступник керівника групи по лісовій та паперовій промисловості Комісії радянського контролю при РНК СРСР.
У травні 1939 — червні 1940 року — начальник житлового відділу, в червні 1940 — грудні 1942 року — заступник начальника, в грудні 1942 — вересні 1949 року — начальник відділу капітального будівництва Народного комісаріату (Міністерства) будівельних матеріалів СРСР. Одночасно з квітня 1945 року — персональний пенсіонер республіканського значення.
У вересні 1949 — листопаді 1956 року — заступник директора науково-дослідного та експериментального інституту автомобільного електрообладнання, карбюраторів і приладів (НДІавтоприлад) Міністерства автомобільного та тракторного машинобудування СРСР.
З листопада 1956 року — персональний пенсіонер республіканського значення в Москві.
Помер після тривалої і важкої хвороби 19 листопада 1966 року в Москві. Похований на Новодівочому цвинтарі Москви.